# Courcelles-lès-Lens
Courcelles-lès-Lens – miejscowość i gmina we Francji, w regionie Hauts-de-France, w departamencie Pas-de-Calais.
Według danych na rok 1990 gminę zamieszkiwały 6343 osoby, a gęstość zaludnienia wynosiła 1141 osób/km² (wśród 1549 gmin regionu Nord-Pas-de-Calais Courcelles-lès-Lens plasuje się na 138. miejscu pod względem liczby ludności, natomiast pod względem powierzchni na miejscu 630.).